# Caspar Cruciger der Jüngere
Caspar Cruciger der Jüngere (* 19. März 1525 in Wittenberg; † 16. April 1597 in Kassel) war ein lutherischer Theologe.

## Leben
Caspar Cruciger d. J. wurde als Sohn des Ehepaars Caspar Cruciger d. Ä. und Elisabeth von Meseritz am 19. März 1525 in Wittenberg geboren. Durch seinen Vater und Philipp Melanchthon gefördert, begann er im Sommersemester 1533 ein Theologiestudium an der Universität in seiner Heimatstadt. Am 22. Februar 1556 legte er das Examen als Magister der philosophischen Wissenschaften ab.
Am 26. April 1557 trat er in der artistische Fakultät der Universität Wittenberg ein und hielt dort seine Lektion als Professor der Poetik. Nach dem Tode Philipp Melanchthons übernahm Cruciger dessen Lektion der Theologie am 8. April 1561 und führte dessen Vorlesungen weiter. Er erwarb sich am 16. Mai 1561 den akademischen Grad eines Lizentiaten der Theologie, und am 14. Dezember 1569 nahm man ihn in die theologische Fakultät auf. Daraufhin promovierte er 11. Mai 1570 zum Doktor der Theologie, war im Sommersemester 1560 Dekan der Philosophischen Fakultät, im Wintersemester 1564/65 Prorektor, im Sommersemester 1571 Rektor seiner Alma Mater.
Cruciger d. J. gehörte neben Georg Major und Paul Eber zu den Stützen der Philippisten. Beim Altenburger Religionsgespräch und auf dem Zerbster Konvent vertrat er diese Glaubensrichtung. 1574 kam es zu einem Streit mit Matthias Flacius Illyricus. In der Folge verlangte Kurfürst August von Sachsen 1574 von den Wittenberger Philippisten die Annahme „des Artikels vom heiligen Abendmahl“. Jedoch verweigerte Cruciger d. J. seine Unterschrift und wurde als Vertreter des Kryptocalvinismus bezichtigt. Daher wurde er, aus Wittenberg vertrieben, in Leipzig ins Gefängnis geworfen, vorübergehend in Naumburg interniert und am 19. November 1576 des Kurfürstentums Sachsen verwiesen, mit der Auflage, nie mehr etwas gegen den Kurfürsten und das Land Sachsen zu schreiben, auch nicht gegen dessen Kirche und die Universitäten.
Daraufhin ging er zunächst für zwei Jahre nach Dillenburg, wo ihm Graf Heinrich von Nassau-Dillenburg Asyl anbot. Anschließend zog er nach Kassel, wo er Pfarrer und Vorsitzender des geistlichen Kuratoriums wurde und die Erziehung des Prinzen und späteren Landgrafen Moritz übernahm. Er verbreitete vor allem die reformistische Lehre, lehnte jedoch eine Berufung zur Universität Leiden ab, um nicht als Calvinist zu gelten. Caspar Cruciger d. J. verstarb in Kassel am 16. April 1597.

## Genealogie
Er heiratete am 24. November 1561 Elisabeth, die Tochter des Sebastian Fröschel. Mit ihr hatte er den Sohn Georg, Professor der Theologie und Philosophie in Marburg, und vier Töchter.

## Werke
- Epistola ad Dantiscanos De exorcismo, 1572.
- Fortgesetzte Sammlung von alten und neuen theologischen Sachen, Leipzig 1746.
- Endlicher Bericht (gegen die Flacianer).